# Playa de Serragrosa
La playa de Santa Ana o de la Serra Grossa es una playa situada en la ciudad de Alicante (España), a la altura de la Sierra Grossa, al norte del casco urbano y al sur de la Albufereta. Playa de rocas y difícil acceso, con ausencia de arena, fuerte oleaje y sometida a fuertes vientos, que no dispone de equipamientos ni servicios. Hay una zona de arena, de reducido tamaño y resguardada del oleaje, que es conocida popularmente como El orinalito. 
Su nombre original proviene de la ya desaparecida ermita de Santa Ana que se situó en sus proximidades.